# Podgórzyńskie Stawy

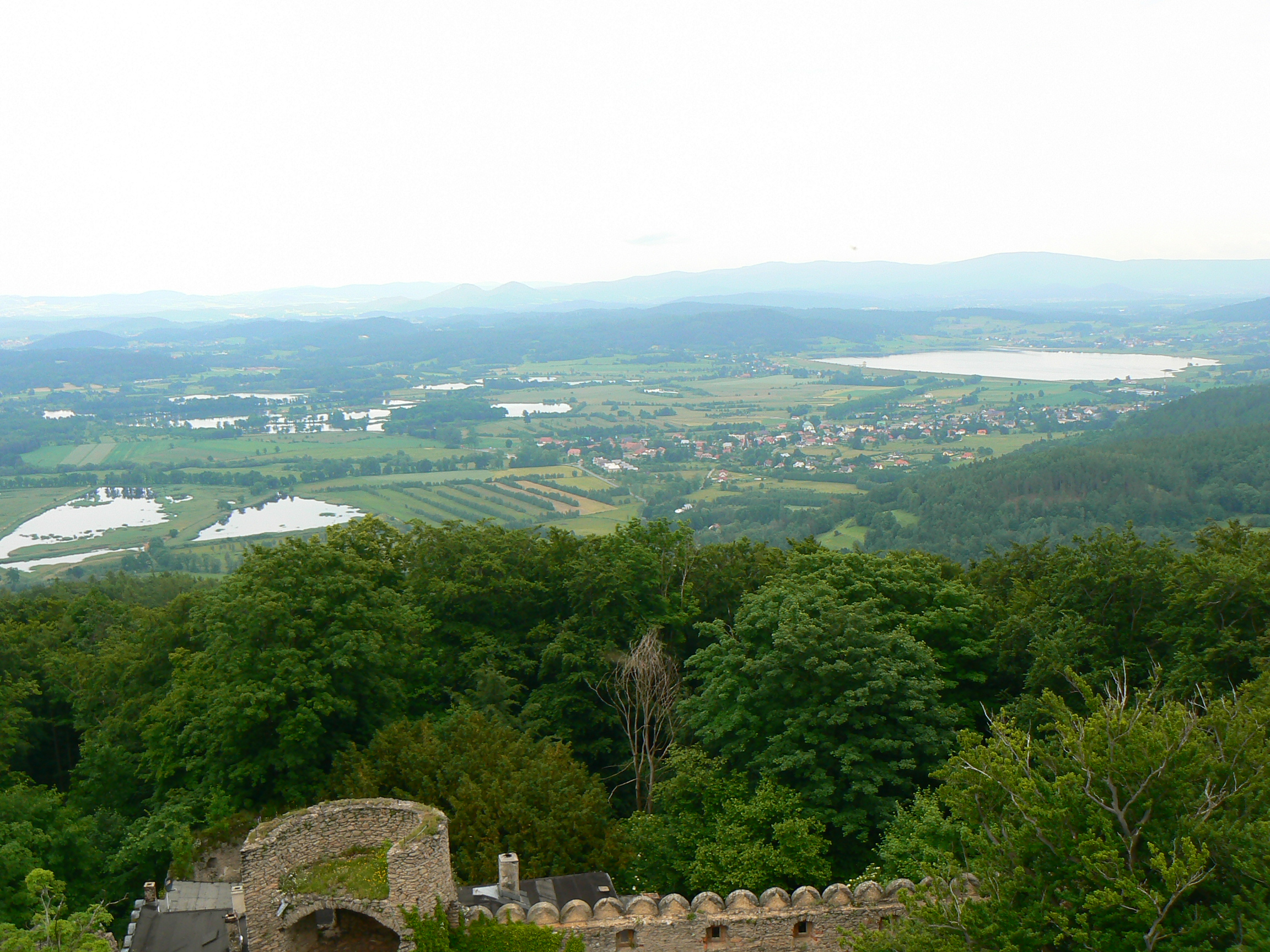
Po lewej Stawy Podgórzyńskie, po prawej zbiornik „Sosnówka”

Stawy Podgórzyńskie – zespół stawów hodowlanych, położony w południowo-zachodniej Polsce w Kotlinie Jeleniogórskiej (Sudety Zachodnie).

## Położenie
Stawy położone są na skraju środkowo-południowej części Kotliny Jeleniogórskiej, w dorzeczu Bobru, w naturalnych obniżeniach kotliny, pomiędzy Podgórzynem, Sobieszowem, Cieplicami a Marczycami.

## Opis
Rozległy zespół stawów rybnych, groblowych i nieckowych, liczący 22 stawy o łącznej powierzchni ok. 106 ha. Maksymalna głębokość wynosi do 2,5 m. Wysokość terenu: 350–370 m n.p.m. Stawy zasilane są wodami Wrzosówki, Podgórnej i Czerwonki. Stawy ze względu na torfowe podłoża i swoje położenie na skraju Kotliny Jeleniogórskiej przed pasmem Karkonoszy, które zagradza drogę ptasim migracjom, są odwiedzane przez przelatujące ptaki.

## Flora i fauna
Stawy stanowią ostoje ptactwa wodnego i błotnego, gniazduje tu: perkoz dwuczuby, czapla siwa, czajka, kurka wodna, bąk, bekasy, kszyk i dubelt, kulon, różne gatunki kaczek: krzyżówka, cyranka, łyska, cyraneczka, głowienka, czernica, płaskonos, podgorzałka, gęś, tracz nurogęś oraz bocian biały i łabędź. Występują tu też ptaki drapieżne, jak np.: myszołów, błotniak stawowy, jastrząb, kania ruda, krogulec. Oprócz tego występują także kosy, gile, drozdy, gołębie, turkawka, sójka, słowik i zimorodek. Wiele gatunków ma tu swoje tereny lęgowe.

## Historia
W XV wieku kompleks stawów w celach hodowlanych założył zakon cystersów z Cieplic. W XVIII wieku zespół stawów został powiększony i rozbudowany. W przeszłości kompleks tworzyło 67 stawów, w 2011 roku (po scaleniu i sprywatyzowaniu pod koniec XX wieku) zespół liczył 22 stawy. Przez jakiś czas "Stawy Podgórzyńskie" stanowiły własność Schaffgotschów, jednego z najpotężniejszych rodów szlacheckich na Śląsku. W roku 1911 przez groblę między stawami przeprowadzono linię tramwajową z Cieplic do Podgórzyna, przedłużoną w roku 1914 do Podgórzyna Górnego, pod tzw. Skałkę. Linia tramwajowa do Podgórzyna funkcjonowała do roku 1964.

## Inne informacje
- Obecnie stawy stanowią własność prywatną
- Stawy są największym kompleksem wodnym w Sudetach i ostoją ptactwa wodnego i błotnego
- Stawy Podgórzyńskie są najstarszymi i najwyżej położonymi stawami hodowlanymi w Europie
- Na terenie stawów spotykany jest czasami sokół wędrowny oraz rybołów